# Puntarenas (provincie)
Puntarenas je největší ze sedmi kostarických provincií. Leží na jihozápadu země a zahrnuje téměř celé kostarické pobřeží Tichého oceánu (mimo jiné zálivy Nicoya a Dulce). Pod správu této provincie patří i Kokosový ostrov – nachází se v Pacifiku asi 550 km od kostarického pobřeží, byl vyhlášen národním parkem a je přírodním dědictvím UNESCO. Její nejjižnější část hraničí s Panamou.
Tato provincie se skládá z 11 kantonů:
- Buenos Aires (Buenos Aires)
- Corredores (Ciudad Neily)
- Coto Brus (San Vito)
- Esparza (Esparza)
- Garabito (Jacó)
- Golfito (Golfito)
- Montes de Oro (Miramar)
- Osa (Ciudad Cortés)
- Parrita (Parrita)
- Quepos (Quepos)
- Puntarenas (Puntarenas)